# Daniel Kosek
Daniel Kosek (* 19. května 2001 Pardubice) je český profesionální fotbalista, který hraje na pozici levého obránce či záložníka za český klub 1. FC Slovácko. Je také bývalým českým mládežnickým reprezentantem.

## Klubová kariéra

### Slavia Praha
Kosek je odchovancem Pardubic a v 15 letech se přesunul do akademie pražské Slavie, kde v mládežnických kategoriích U17 a U19 vyhrál dorosteneckou ligu. V sezoně 2019/20 patřil mezi klíčové hráče kategorie do 19 let, se kterou si zahrál UEFA Youth League. Odehrál všech šest utkání a jednou brankou přispěl k výhře 3:2 nad mládeží FC Barcelona.
Za A-tým Slavie mládežnický reprezentant debutoval 25. září 2019 při zápase MOL Cupu proti Slavoji Vyšehrad a jednou asistencí přispěl k výhře 8:0. Sezónu 2019/20 strávil v třetiligovém rezervním týmu. 5. července 2020 si odbyl také svůj prvoligový debut, když odehrál 59 minut na půdě Slovanu Liberec.

#### Slovan Liberec (hostování)
V létě 2020 odešel Kosek na roční hostování právě do Slovanu Liberec. 5. listopadu si odbyl svůj debut v pohárové Evropě, když odehrál celé utkání základní skupiny Evropské ligy proti Hoffenheimu. Svůj první a zároveň jediný ligový start v dresu Liberce si připsal o tři dny později, kdy odehrál celé utkání proti Teplicím. Ve zbytku podzimní části sezony nastupoval jen za třetiligový B-tým a v zimní přestávce bylo jeho hostování předčasně ukončeno.

#### Bohemians 1905 (hostování)
V lednu 2021 odešel Kosek na osmnáctiměsíční hostování do jiného prvoligového klubu, a to do Bohemians 1905. Svůj debut si odbyl 30. ledna, kdy nastoupil do závěru utkání proti pražské Spartě. V průběhu jarní fáze sezony nastoupil dohromady do 11 utkání, převážně jako střídající hráč. Jeho hostování bylo po sezoně 2020/21 předčasně ukončeno.

#### Zbrojovka Brno (hostování)
V létě 2021 zamířil na další hostování, tentokráte do druholigové Zbrojovky Brno. Debutoval 23. července v utkání prvního kola proti Táborsku. V dresu Zbrojovky odehrál během podzimní části sezony 2021/22 jen dva ligové zápasy a přidal jeden start v MOL Cupu.

### Táborsko
V březnu 2022 se Kosek přesunul na půlroční hostování do druholigového Táborska. Stal se ihned stabilním členem základní sestavy, 2. dubna vstřelil svou první branku v kariéře, a to při prohře 1:3 s Třincem. V jarní části sezony nastoupil do 13 druholigových utkání a pomohl 1 brankou a 1 asistencí Táborsku k záchraně.
V létě 2022 přestoupil Kosek do Táborska natrvalo. V průběhu sezony 2022/23 přišel o své místo v základní sestavě, odehrál 20 soutěžních utkání.

### Chrudim
V červnu 2023 opět měnil své angažmá, přestoupil do Chrudimi. Ve své první sezoně odehrál 19 utkání s bilancí 1 branky a 1 asistence.
Klíčovým hráčem Chrudimi se stal až v následující sezoně. Pravidelně nastupoval v základní sestavě, odehrál 31 soutěžních utkání, v nichž vstřelil 4 branky a přidal 3 asistence a pomohl Chrudimi ke konečné druhé příčce a k postupu do baráže o první ligu. V ní Chrudim nestačila na Pardubice po výsledcích 0:2 a 1:0.

### Slovácko
V červnu 2025 přestoupil Kosek do prvoligového Slovácka a v novém působišti podepsal smlouvu do léta 2028.

## Reprezentační kariéra
Kosek mezi lety 2016 a 2020 odehrál také 28 utkání v dresu českých mládežnických reprezentací, v nichž vstřelil 1 branku.